# نوريا بينزال
نوريا بينزال (بالإسبانية: Nuria Benzal) مواليد 3 أبريل 1985 في مالقة، هي لاعبة كرة يد إسبانية. مثلت منتخب إسبانيا لكرة اليد للسيدات. حققت المركز الثاني في بطولة أوروبا لكرة اليد للسيدات 2008.

## سجل المنافسة
شاركت في البطولات التالية:
- بطولة العالم لكرة اليد للسيدات 2013
- بطولة أوروبا لكرة اليد للسيدات 2012

## الميداليات
| الميدالية | المسابقة                            |
| --------- | ----------------------------------- |
| فضية      | بطولة أوروبا لكرة اليد للسيدات 2008 |

## روابط خارجية
- نوريا بينزال على موقع الاتحاد الأوروبي لكرة اليد (الإنجليزية)